# Zaalkerk

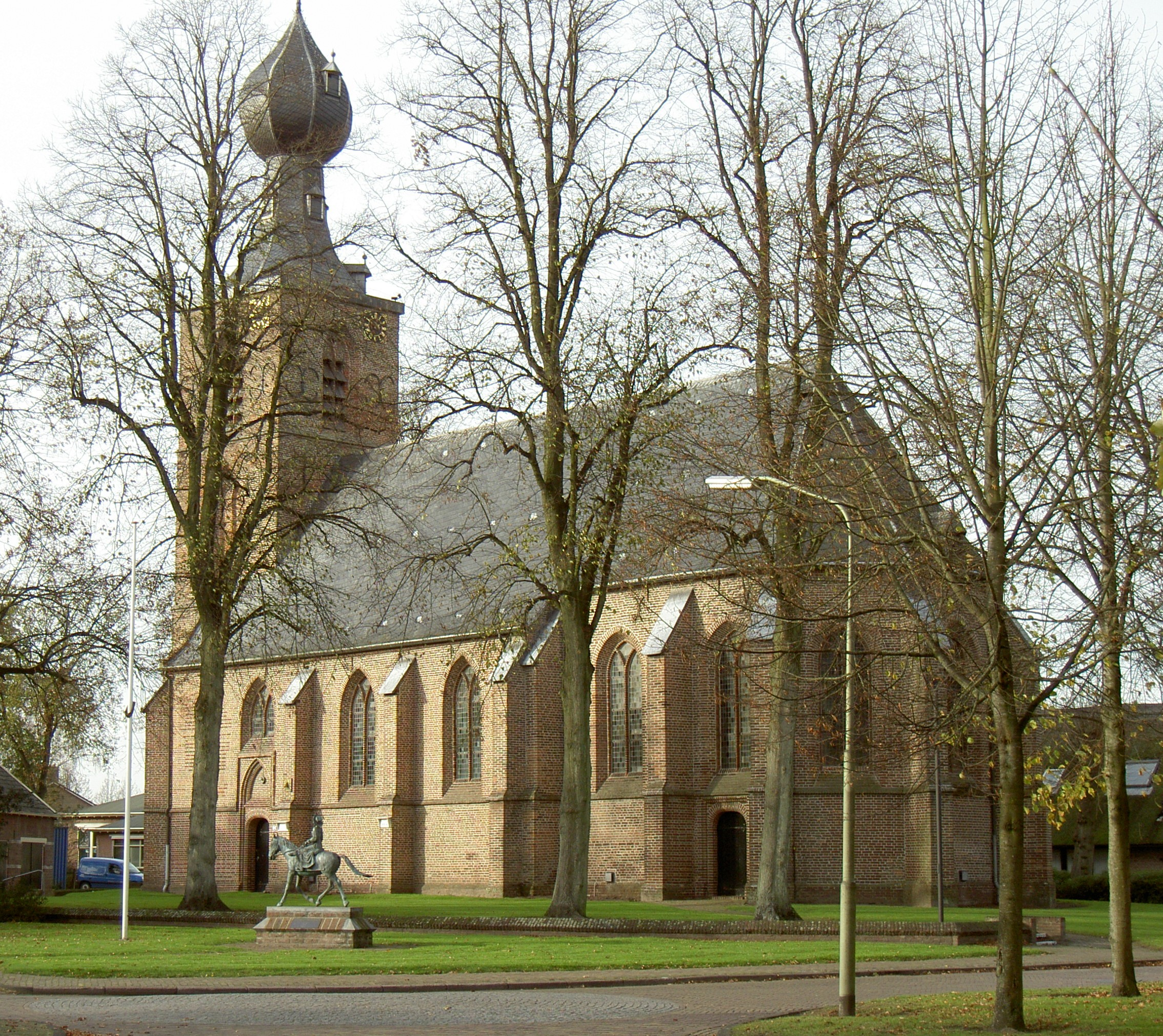
De Sint-Nicolaaskerk, een gotische zaalkerk in Dwingeloo

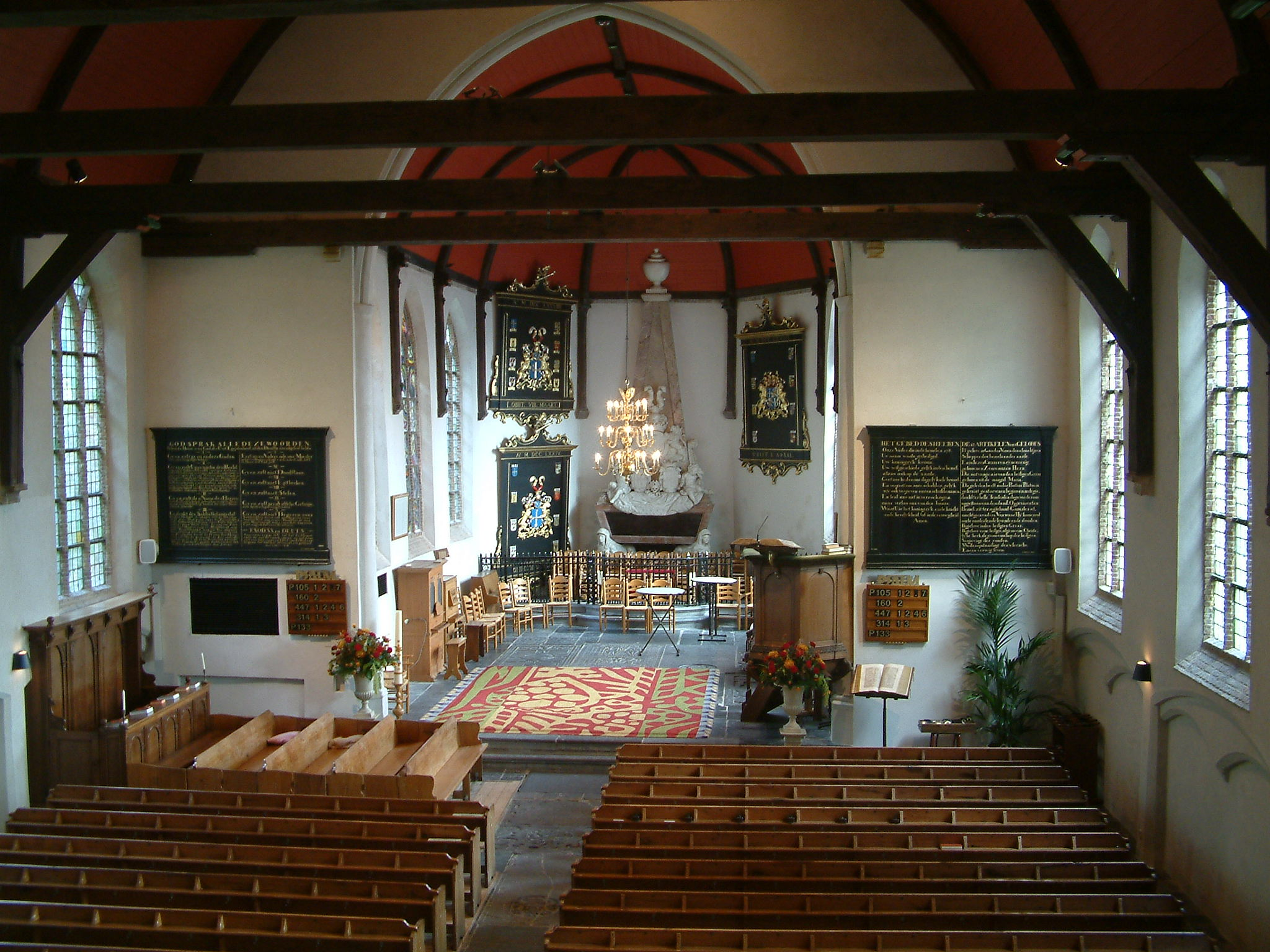
Interieur van de hervormde kerk van Rhoon, een gotische zaalkerk

Een zaalkerk is een rechthoekig kerkgebouw dat eenbeukig ofwel eenschepig is. Vaak werd een ronde nis, de apsis genaamd, aangebracht, waarin het altaar zich bevond. In de romano-gotiek was de altaarruimte meestal recht terwijl die in de gotiek veelhoekig is.
Een voorbeeld van een vroege zaalkerk is de Oude Kerk in Oosterbeek, uit de 10e eeuw.
De protestantse eredienst, die in de loop van de 16e eeuw opkwam, had behoefte aan zaalkerken omdat hierbij de preek centraal stond en dus de zichtbaarheid van de dominee van groot belang was. Vele vroege protestantse kerken, zoals die in IJzendijke, zijn als zaalkerk uitgevoerd. Ook na de Franse tijd, toen er veel waterstaatskerken voor de Hervormden werden gebouwd, werden deze als zaalkerk uitgevoerd. Deze kerkjes stammen uit de eerste helft van de 19e eeuw. Een voorbeeld is het Van Goghkerkje te Nuenen uit 1824.
Veel moderne kerken, zowel protestantse als katholieke, zijn eveneens als zaalkerk uitgevoerd.

## Voorbeelden
- Dorpskerk (Leusden-Zuid)
- Zaalkerk (Musselkanaal)
- Zaalkerk (Schiedam)
- Saalkerk (Ingelheim)
- Protestantse kerk (Nieuw-Vossemeer)